# Georges Paléologue
Georges Paléologue (en grec Γεώργιος Παλαιολόγος) est un officier et un noble byzantin de la fin du XIe siècle au service de l'empereur Alexis Ier Comnène. Il est l'ancêtre de la dynastie des Paléologues qui règne sur l'Empire jusqu'à sa chute en 1453.

## Biographie
Georges Paléologue est le fils du premier membre connu de la famille des Paléologue, Nicéphore Paléologue,. Il est aussi lié à la famille Kourtikès car Basile Kourtikès est son cousin. Peu avant 1081, il épouse Anna Doukana, la soeur d'Irène Doukas, elle-même épouse de l'empereur Alexis Ier. De ce fait, il est le beau-frère du futur souverain byzantin.
Georges Paléologue est mentionné pour la première fois en 1078 avec son frère, qui sert alors comme gouverneur du thème de Mésopotamie. Tous deux soutiennent la prétention au trône de Nicéphore III Botaniatès, alors même que son père est un partisan de Michel VII Doukas. En 1080, les Paléologues participent à la campagne contre le général rebelle Nicéphore Mélissène. Avec son cousin, Basile Kourtikès, il est placé sous l'autorité de l'eunuque Jean, qui refuse d'écouter leurs avis. Bientôt, Jean, craignant les attaques constantes des Turcs, finit par s'enfuir et les Paléologues reprennent en main l'armée. S'ils parviennent à la préserver du désastre, ils sont accusés par Jean et ne peuvent revenir à Constantinople,.
Si Georges Paléologue est apparenté aux Comnènes, il ne rejoint leur révolte contre le trône qu'au dernier moment et avec une certaine réticence. Selon Basile Skoulatos, cela pourrait s'expliquer par sa préférence pour le césar Jean Doukas. Les Comnènes rencontrent Georges Paélologue alors qu'ils quittent Constantinople pour rassembler leurs hommes à Kosmidion, la nuit du 14 février 1081. Georges Paléologue a pris la précaution de prendre avec lui sa fortune qu'il a déposé dans un monastère des Blachernes. Selon les sources, c'est l'insistance de sa belle-mère, Marie de Bulgarie, qui le convainc de rejoindre les Comnènes. Il marque sa préférence pour Alexis, au détriment de son frère aîné, Isaac Comnène.
Quand l'armée des Comnènes marche sur Constantinople, Georges Paléologue doit négocier avec le chef des mercenaires allemands, Gilpract, qui lui ouvre la porte de Charisios le 1er avril. Peu après, Georges Paléologue s'assure de l'allégeance de la marine byzantine, ce qui empêche Nicéphore III d'embarquer à bord d'un navire pour s'enfuir vers les troupes de Nicéphore Mélissène, basées à Damalis, sur la rive asiatique du Bosphore.
Lors de leur prise du pouvoir, les Comnènes sont tentés de mettre de côté les Doukas et Alexis de renoncer à son mariage avec Irène Doukas. Les Paléologues s'y opposent fermement et profitent de leur contrôle de la flotte pour rappeler le rôle décisif qu'ils ont pour le nouveau régime. Ils font ainsi acclamer Alexis et Irène par les marins, ainsi que le césar Jean Doukas. Enfin, Georges Paléologue fait pression sur le patriarche Cosmas Ier pour obtenir qu'il ne se retire pas avant de couronner Irène comme impératrice.
Peu de temps après son ascension sur le trône, Alexis envoie Georges Paléologue pour défendre Dyrrachium contre une attaque des Normands de Robert Guiscard. Il arrive dans la cité pour découvrir que son précédent gouverneur a fui mais il organise rapidement la défense de la ville. Les Normands débarquent le 17 juin et assiègent immédiatement Dyrrachium. Georges Paléologue dirige la défense et est notamment blessé lors d'une sortie en juillet, alors qu'il soutient une attaque des Vénitiens contre les Normands. Le 15 octobre, Alexis arrive en vue de la ville et Georges Paléologue vient à sa rencontre. Il tente de le dissuader de combattre les Normands lors d'une bataille rangée mais son avis n'est pas suivi. Lors de la bataille de Dyrrachium, le 18 octobre, les Byzantins sont lourdement vaincus et Nicéphore Paléologue périt dans la bataille, tandis que la ville doit se rendre,.
En octobre ou novembre 1083, Georges Paléologue mène une armée byzantine qui reprend Kastoria aux dépens des Normands. En 1087, il participe à la campagne d'Alexis contre les Petchénègues. Il conseille notamment à l'empereur de poursuivre l'adversaire dans la région du Paristrion pour ensuite revenir à Grand Preslav. Cependant, Alexis ne l'écoute pas et, lors de la bataille de Dristra en août 1087, il est lourdement vaincu. Georges Paléologue manque de peu d'être capturé. En février 1091, il conduit une armée de renforts qui vient aider Alexis à combattre les Petchénègues. Le 29 avril, il dirige l'aile droite de l'armée byzantine lors de la bataille de la colline de Lebounion, qui est une victoire décisive.
En 1094, Georges Paléologue a le rang de sébaste et participe au concile des Blachernes. Au début de l'année 1095, il est chargé de la défense de Berrhoe (aujourd'hui Stara Zagora) contre les Couman. En juillet 1097, il accompagne la Première Croisade dans le siège de Nicée mais s'oppose à Tancrède de Hauteville, qui refuse de prêter allégeance à Alexis Ier. 
Il meurt entre 1118 et 1136. Anne Comnène s'appuie beaucoup sur lui pour écrire son Alexiade et elle le décrit en des termes très laudateurs, puisqu'il est dépeint comme compétent et loyal. Son mari, le général et historien Nicéphore Bryenne le Jeune, partage son point de vue et indique que Georges Paléologue est un guerrier brave et aux qualités martiales avérées.

### Descendants
De son mariage avec Anne Doukas, il a quatre fils :
- Andronic Doukas Paléologue ;
- Michel (futur sébaste) ;
- Nicéphore ;
- Alexis.

Nicéphore et Alexis comptent parmi les ancêtres de la dynastie qui monte sur le trône en 1261.